# Усть-Манычское водохранилище
Усть-Манычское водохранилище — опреснённое русловое водохранилище в Ростовской области России на реке Маныч (Западный Маныч). Образовано в 1936 году созданием плотины у станицы Манычской.
Общая протяжённость — 60,5 км. Средняя глубина — 1,2 м, максимальная — 3,5 м. Проектная отметка уровня воды — 2,8 м. Площадь 80 км², объём — 72 млн м³.

## Физико-географическая характеристика

### Рельеф
Усть-Манычское водохранилище представляет собой довольно узкий извилистый водоём, ответвлениями которого являются три крупных лимана (Шахаевский, Западенский и Песчаный). Южный берег низкий, северный высокий на востоке и низкий на западе. Прилегающие территории полностью распаханы.

### Гидрография и климат
Водоснабжение происходит за счёт стока воды из Весёловского водохранилища, стока реки Подпольной, а также местного стока, формирующегося маловодными реками и ручьями в балках, как правило, пересыхающими в летний период. Наибольшие перепады уровня наблюдаются в весенний период при сбросе воды через Веселовское водохранилище. Дно водоёма в русловой части выстлано илисто-глинистыми грунтами, в лиманах доминируют илистые, иногда отмечаются песчаные участки.
Климат умеренно континентальный. Наблюдаются значительные перегревы воздуха, суховеи, засухи и колебания температуры от зимы к лету около 80 °C. Число дней с суховеями достигает 40. Для всего Приманычья характерно недостаточное количество осадков, их неравномерное распределение, высокое испарение, пониженная абсолютная и относительная влажность воздуха. Годовое количество осадков колеблется от 200 до 600 мм, максимум в июне, минимум в январе, с запада на восток количество осадков уменьшается. В связи с сухостью воздуха испаряемость достигает 650 мм. Лето продолжается 5 месяцев. Средняя температура воды в летний период составляет 24 °C, однако в отдельные периоды она может повышаться до 30 °C. Ледостав обычно отмечается в декабре, а таяние льда — во второй половине марта. Заморных явлений обычно не наблюдается из-за достаточно высокой проточности водоёма.

### Гидрохимия
Вода Усть-Манычского водохранилища принадлежит к хлоридному классу группы кальция. Источником накопления солей в Маныче являются засоленные отложения второй террасы и поймы самой реки. Соли солончаков и солончаковых почв смываются в водохранилище дождями и талыми водами. До опреснения солёность достигала 20 г/л. Создание водохранилища привело к опреснению вод Маныча. В последние годы минерализация стабилизировалась на уровне 0,9-1,1 г/л.

### Флора и фауна
В летнее время водохранилище активно зарастает высшей водной растительностью. Берега покрыты жёсткой надводной растительностью (тростник и рогоз), на пологих берегах развита луговая растительность. Берега местами укреплены древесно-кустарниковой растительностью (лесонасаждения, лесополосы, насаждения у строений людей).
Водохранилище является местом гнездования, линьки, кормёжки и отдыха во время миграций гусеобразных, куликов, цаплевых, ибисовых и веслоногих птиц. Вместе с другими водоёмами Кумо-Манычской впадины из важнейших районов сосредоточения мигрирующих гусей (белолобый гусь, краснозобая казарка, серый гусь, пискулька), речных и нырковых уток; место их зимовки.
В Усть-Манычском водохранилище обитают 35 видов рыб: каспийская килька, щука, тарань, вырезуб, краснопёрка, уклея, густера, лещ, белоглазка, синец, чехонь, верховка, линь, горчак обыкновенный, золотой карась, карась серебряный, сазан, рыбец, шемая, белый толстолобик, толстолобик пёстрый, сом обыкновенный, налим, щиповка, обыкновенный судак, берш, речной окунь, обыкновенный ёрш, донской ёрш, бычок Книповича, бычок-кругляк, бычок-песочник, бычок-цуцик, пуголовка звездчатая, рыба-игла пухлощёкая.

## Хозяйственное использование
При создании водохранилища предполагалось его использование в составе Азово-Каспийского водного пути. В настоящее время судоходство на водохранилище практически не осуществляется. До 1990-х водохранилище использовалось в рыбохозяйственных целях. В 1960—1969 года средний улов рыбы в Усть-Манычском водохранилище составлял 112 тонн в год, в 1980—1989 годах — 50 тонн. В 1990-е годы ввиду значительного снижения численности основных видов рыб промысловый улов в Усть-Манычском водохранилище был запрещён. На полуостровах и низких берегах традиционно проводят выпас скота и скашивание растительности.